# Cucullia scrophulariae
Cucullia scrophulariae là một loài bướm đêm trong họ Noctuidae.